# Emblyna suprenans
Emblyna suprenans là một loài nhện trong họ Dictynidae.
Loài này thuộc chi Emblyna. Emblyna suprenans được Ralph Vary Chamberlin & Wilton Ivie miêu tả năm 1935.